# 축구 유니폼

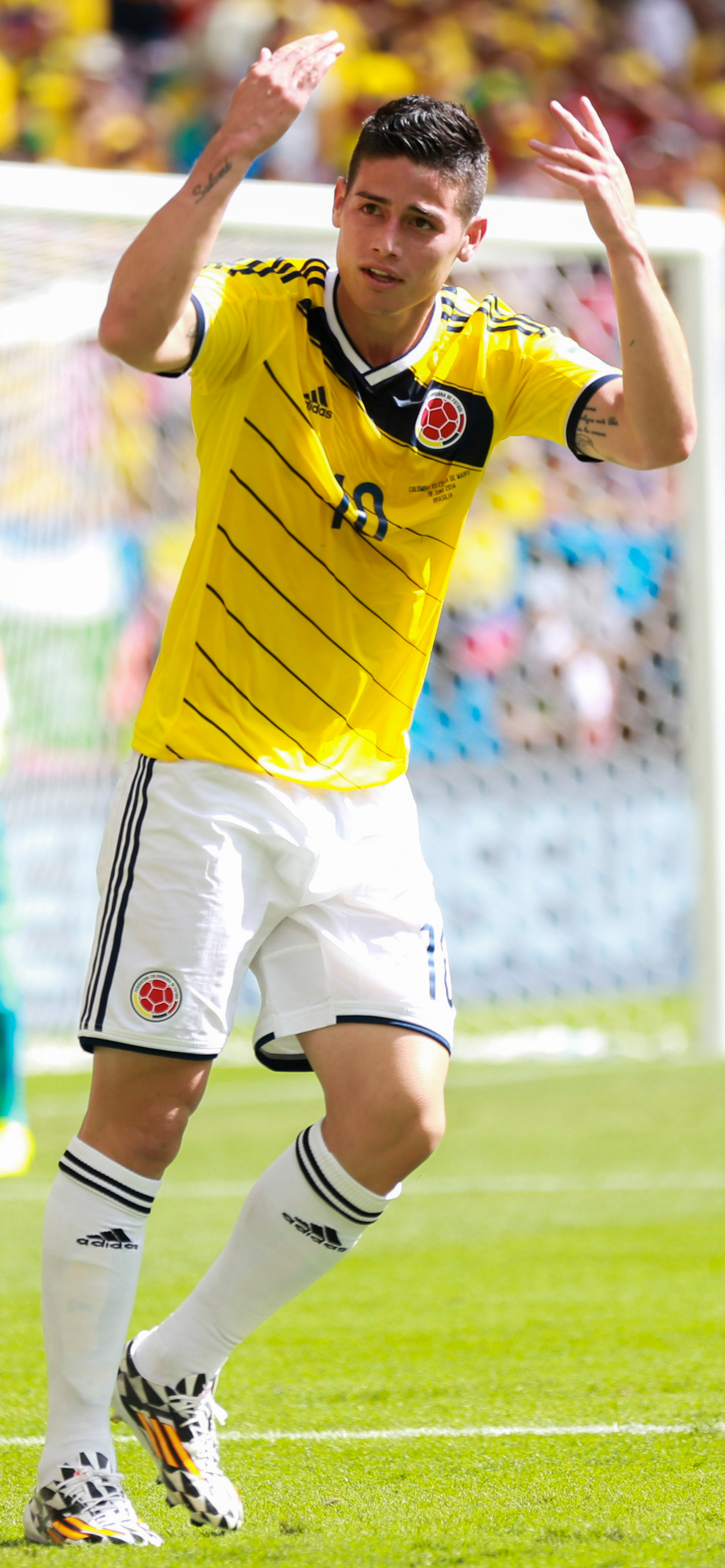
2014년, 흔한 현대식 축구 유니폼을 입은 하메스 로드리게스

축구에서 유니폼 (혹은 축구복, 져지, 킷) 은 선수들이 착용하는 기본 장비이자 의복이다. 축구 경기 규칙은 착용 가능한 유니폼의 최소 사항에 대해 상세한 규정을 담고 있으며, 선수와 타인에게 위협이 될 수 있는 물품의 사용을 금지한다. 각 참가 선수들은 더 상세한 규제의 대상이 되기도 하는데, 예를 들어 유니폼에 박는 로고의 크기를 들 수 있고, 경기를 치르는 양쪽 진영이 비슷하거나 동일한 색을 사용하는 경우, 원정쪽은 다른 색상의 유니폼을 착용해야 한다.
축구 선수들은 일반적으로 상의 뒤쪽에 등번호가 붙은 유니폼을 입는다. 본래 선수들은 1번에서 11번의 등번호를 수행하는 임무에 따라 달았는데, 프로 무대에서 선수단은 그 이상의 번호를 받기도 하며, 선수단의 각 선수들은 한 시즌 동안 고정된 등번호를 받는다. 프로 구단들은 대게 선수들의 성이나 별칭을 유니폼 후방의 등번호 위 (흔치 않게 아래) 에 붙인다.
축구 유니폼은 대게 면 상의, 반바지, 그리고 무겁고 단단한 가죽신을 착용했던 초창기와 대조해 비약적으로 발전했다. 20세기에 축구화는 경량화되고 부드러워졌고, 반바지는 길이가 짧아졌으며, 유니폼 제작 기술이 진보하고 유니폼에 인쇄가 가능해지면서, 유니폼은 합성 섬유로 화려하며 복잡한 형태로 발전했다. 대략 1970년대 말부터 스폰서십 계약을 맺은 회사명 혹은 해당 회사의 제품 광고를 유니폼에 달기 시작하였으며, 또한 대략 1990년대부터 전세계적으로 팬들이 자신의 좋아하는 클럽의 복제 유니폼을 구매하는 문화가 형성되기 시작하면서 구단의 매출을 비약적으로 증가시켰다.

## 장비

### 기본 장비

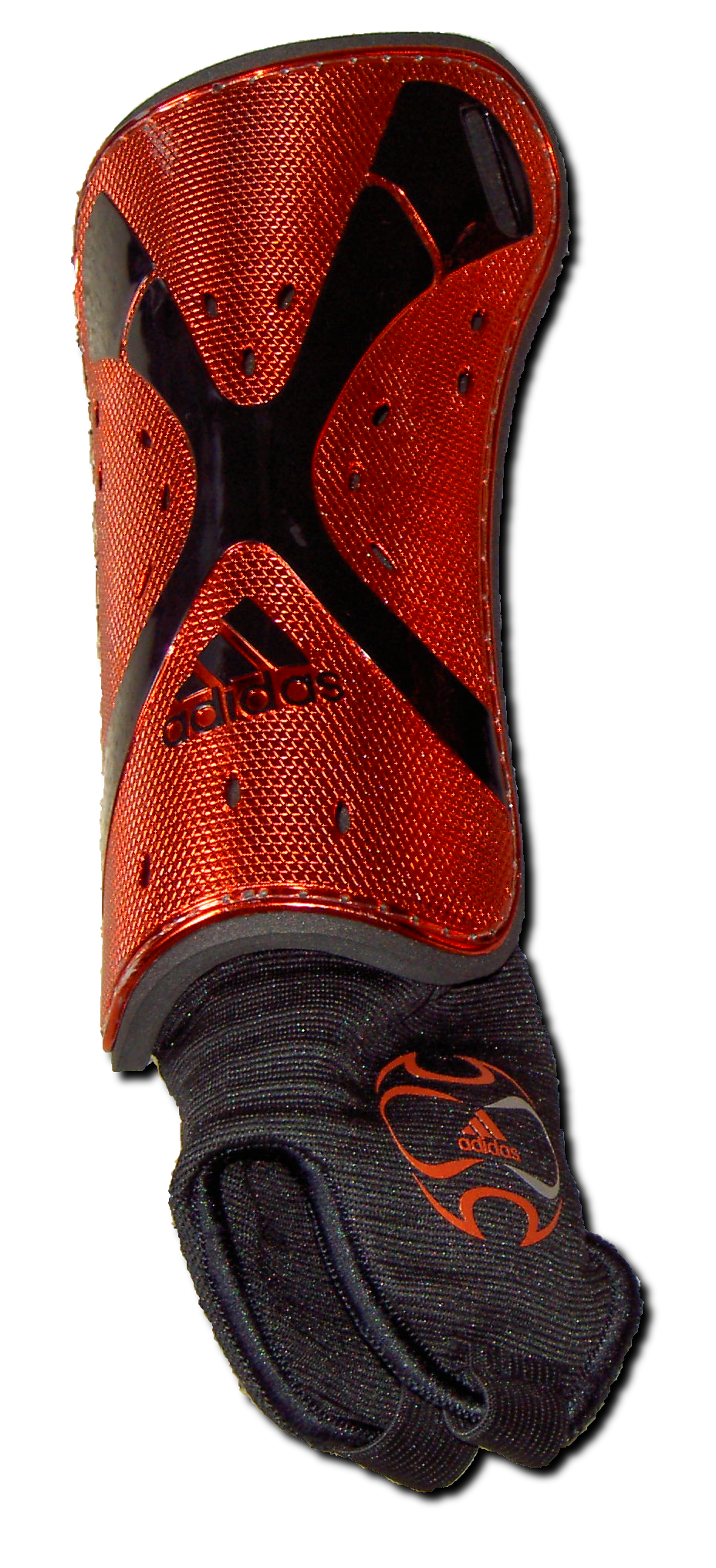
축구 경기 규칙에 따르면 정강이 보호대의 착용은 의무이다.

축구 경기 규칙 4항: 선수 장비에 따르면 모든 선수가 착용해야 하는 기본 장비에 대해 기술되어 있다. 5종류의 장비가 명시되어 있다: 상의(혹은 저지), 반바지, 양말(혹은 스타킹), 신발, 그리고 정강이 보호대가 그것들이다. 골키퍼들은 반바지 대신 조깅 바지를 착용해도 괜찮다.
대부분 선수들은 징이 박힌 축구화("부트" 혹은 "클리트"로도 불린다)를 신지만, 규칙에는 이들이 필수 장비인지에 대해 구술되어있지 않다. 유니폼은 소매(반팔과  긴팔 모두 허용된다)가 달려있어야 하며 하의도 일정한 길이를 갖춰야 하며, 골키퍼는 기타 선수들과 심판진들과 쉽게 구분할 수 있는 복장을 착용해야 한다. 발열 내의 착용은 허용되지만, 반바지 색상과 동일해야 한다. 정강이 보호대는 양말로 완전히 가려야 하며, 고무, 플라스틱, 혹은 유사 재질로 제조되어야 하며, "합당한 수준의 보호 기능"을 지녀야 한다. 축구 경기 규칙에 명시된 그 외의 규제는 "선수가 자신이나 타 선수에게 위협이 되는 장비를 착용해서는 안된다"는 것이다.
보통 선수들이 전부 동일한 색상의 유니폼을 입는 일은 상식적인 일이나, 규칙에는 "양쪽 진영은 대조되는 색상의 유니폼을 입어야 하며 주심과 부심도 이 규정의 대상이다"라고 쓰인 것이 전부이다. 이 규정에 따라 선수단은 2번째 유니폼 묶음을 원정 유니폼으로 수식하나, 국제 무대에서 안방 경기에 색상 충돌을 막기 위해 원정 유니폼을 착용하는 경우가 있는 경우는 알려져 있지 않다. 잉글랜드 국가대표팀은 필요 외의 경우에도 적색 유니폼을 입는데, 잉글랜드는 1966년 FIFA 월드컵에서 이 유니폼을 착용하고 우승을 차지했다. 다수의 프로 구단들은 3번째 유니폼을 착용하기도 하는데, 안방과 원정 유니폼이 모두 상대와 색상이 비슷할 경우에 쓴다. 다수의 프로 구단들은 수십 년 동안 기본 색상을 유지해 왔는데, 이러한 색상적 특징은 구단 문화에 큰 영향을 끼쳤다. 국제 대회에서 국가를 대표하는 선수단은 일반적으로 국색을 사용하는데, 이 색상은 타 종목의 유니폼 색상과 일치한다. 이 색상은 대게 각국의 국기 색상과 일치하지만, 일부 예외도 존재하는데 이탈리아 국가대표팀의 경우에는 사보이아 왕가 색상에서 차용해 푸른색을 사용하고, 오스트레일리아는 다른 종목의 국가대표팀과 마찬가지로 오스트레일리아의 국색이자 국기에 없는 녹색과 금색을 착용하며, 네덜란드 국가대표팀은 네덜란드 왕실 색상인 주황색을 사용한다.

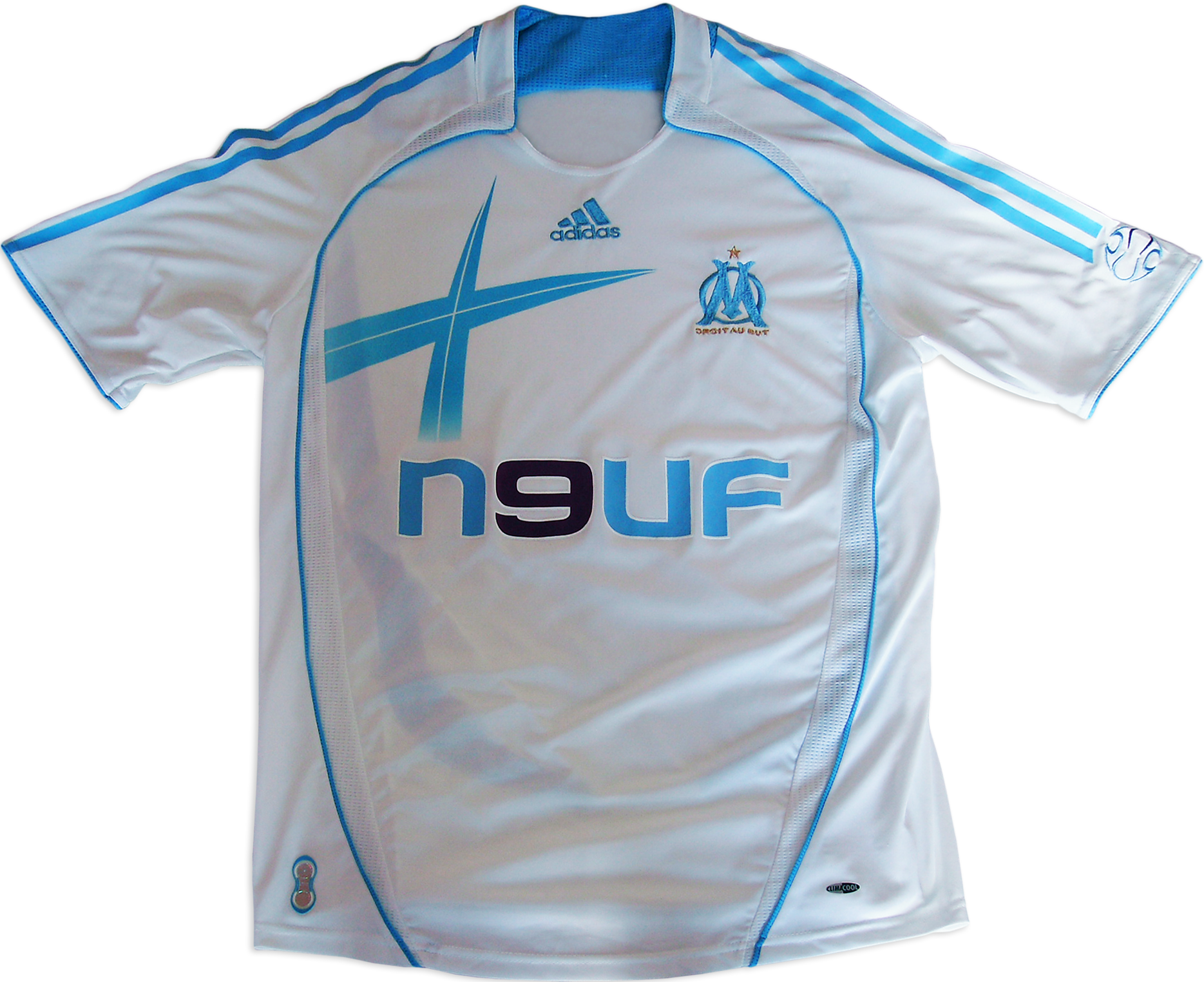
2006-07 시즌에 사용한 마르세유의 홈유니폼

유니폼은 주로 폴리에스테르 망사 재질로 되어 있는데, 천연 섬유로 만들어진 일반 상의와 다르게 땀이나 체열이 차지 않는다. 대부분의 프로 구단들은 상의 정면에 후원사의 로고가 붙어 있는데, 이를 통해 매출액을 증대시킬 수 있고, 경우에 따라 후원사의 로고를 유니폼 후방에 붙일 수도 있다. 지역별로 규정에 따라, 로고의 크기나 종류에 제한이 매겨질 수도 있다. 프리미어리그를 비롯한 대회에서 선수들은 참가 대회를 명시하는 로고를 부착할 필요가 있다. 선수의 등번호는 상의 후방에 주로 붙는데, 국가대표팀의 경우 등번호를 전면부에도 부착하며, 프로 선수단은 주로 등번호 위에 성을 붙인다. 각 선수단의 주장은 주로 왼쪽 소매에 고무 완장을 차 주심과 지지자들에게 자신이 주장임을 알 수 있게 한다.

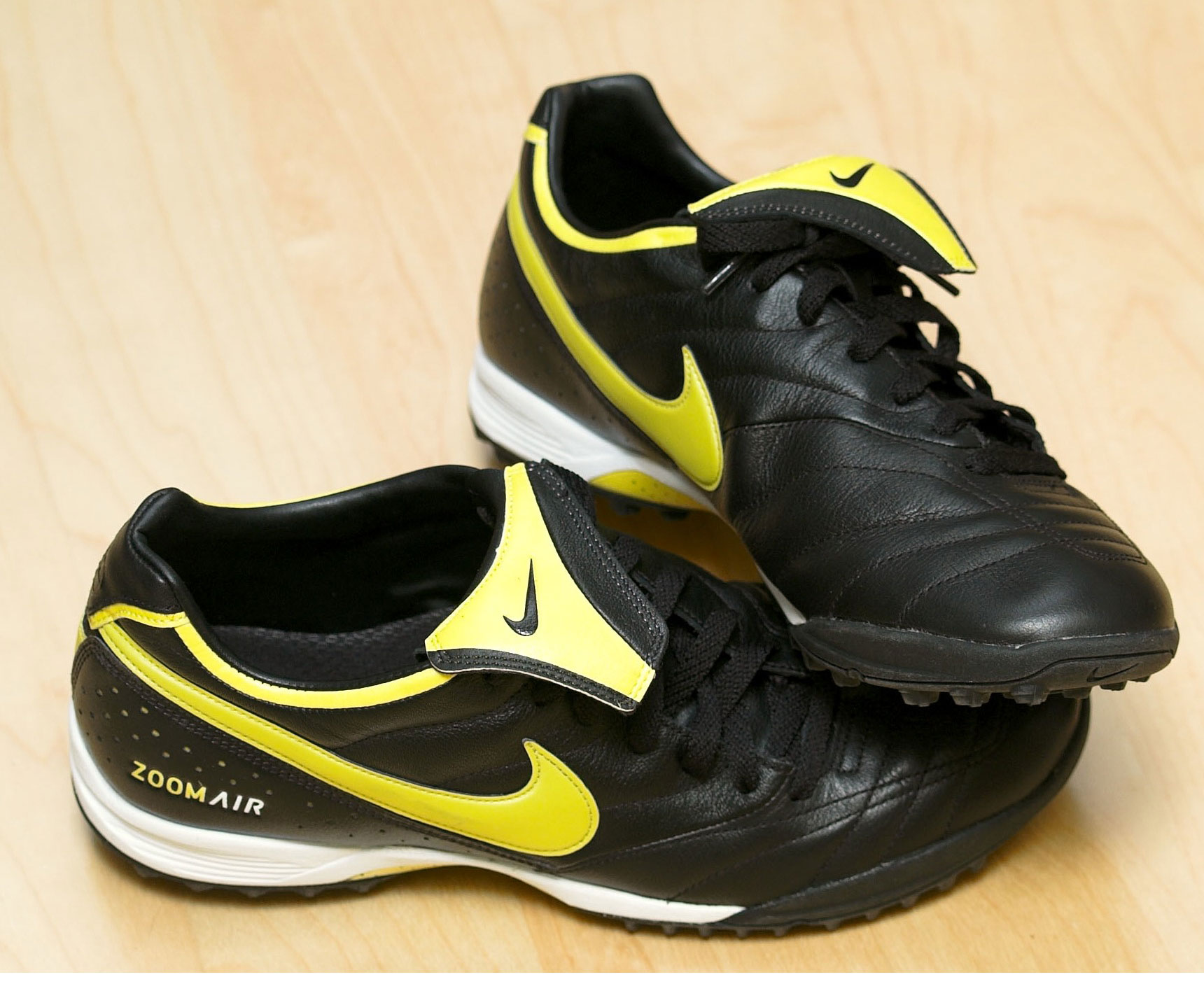
인조잔디나 모래 위에서 사용하도록 설계된 현대식 인조잔디화

대부분의 현대 선수들은 특제 축구화를 사용하는데, 이는 가죽이나 합성 소재로 만들어진다. 현대 축구화는 발목 위까지 올라오는 구형 축구화보다 발목 밑보다 살짝 아래까지만 올라오게 설계되어 있고, 신발 바닥에 징이 붙어 있다. 징은 신발 바닥과 일체형이나 조립식으로 설계되는 경우가 있는데, 후자의 경우에는 전용 드라이버를 이용해 징을 교체할 수 있다. 크레이그 존스턴 전 리버풀 선수가 설계한 아디다스 프레데터를 비롯한 현대 축구화는 상당히 복잡하고, 과학 요소가 가미된 설계로 제작되었고, 징이 아닌 신발 바닥에 공기낭과 고무 재질의 "창살"이 붙어 있다. 몇 명의 정상급 감독이 상대 선수와 착용자에게 부상을 야기한다고 불만을 표출하면서 창살은 논란의 대상이 되었다.
축구 경기 규칙은 성별은 막론하고 모든 선수들이 같은 유니폼을 착용하도록 명시했지만, 2008년 9월, 네덜란드 여자 축구단 더 라크트는 구형 유니폼을 짧은 치마와 꽉 끼이는 상의로 구성된 신형 유니폼으로 국제적으로 화제를 모았다. 이 혁신적인 조치는 선수단의 요구에 따른 것으로, 처음에 네덜란드 축구 행정 부서인 네덜란드 왕립 축구 협회로부터 거절되었으나, 라크트 측이 치마 안에 짧은 반바지를 착용한 것으로 확인되어 사실상 위반 사항이 없기에 결정이 번복되었다.

### 기타 장비

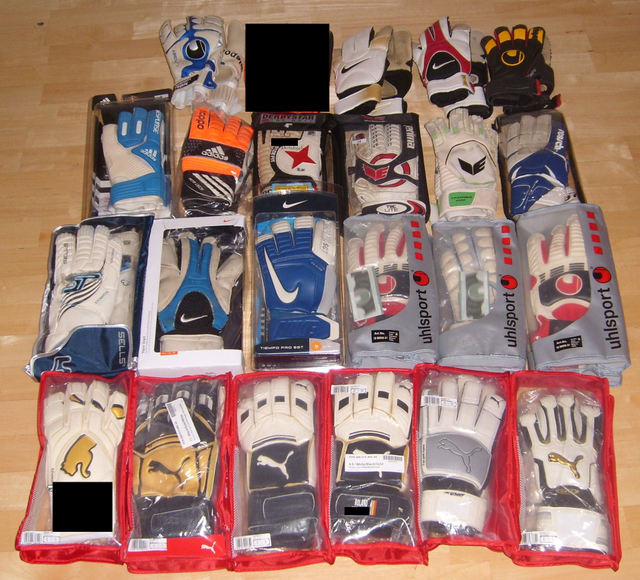
다양한 형태의 골키퍼 장갑

모든 선수들은 장갑을 착용할 수 있는데, 주로 골키퍼가 특제 장갑을 낀다. 1970년대 이전, 장갑을 끼는 경우는 드물었는데, 현대에는 반대로 장갑을 안끼는 골키퍼가 드물다. 잉글랜드와 UEFA 유로 2004 대회에서 승부차기를 치르는 도중 장갑을 벗은 포르투갈의 히카르두 페레이라가 그 드문 예시들 중 하나이다. 1980년대를 기점으로, 장갑의 기능이 비약적으로 발전했는데, 현재 기술로는 손가락이 뒤로 젖혀지는 사달을 막으며, 분할부가 더 유연해졌고, 손바닥은 선수가 공을 더 쉽게 잡도록 설계되었다. 장갑은 손의 형태에 따라 다양한데, "평평한 손바닥", "둥근 손가락", "음형" 등의 형태로 제작된다. 골키퍼는 태양이나 조명의 밝은 빛을 차단하기 위해 챙이 있는 모자를 쓰기도 한다. 시력 문제가 있는 선수는 떨어뜨리거나 깨뜨려서 위험을 야기할 걱정이 없는 안경을 착용할 수 있다. 대부분 선수들은 대게 접촉 렌즈를 사용하지만, 녹내장으로 접촉 렌즈를 착용할 수 없는 네덜란드의 엣하르 다비츠의 경우에는 개성적인 밀착형 고글을 착용했다. 타 선수들에게 위험할 수 있는 장신구 등은 착용이 불가능하다. 선수들은 머리 부상을 방지하기 위해 착용자나 타 선수에게 안전에 지장이 되지 않는 한 투구를 착용할 수 있다.

### 심판 유니폼

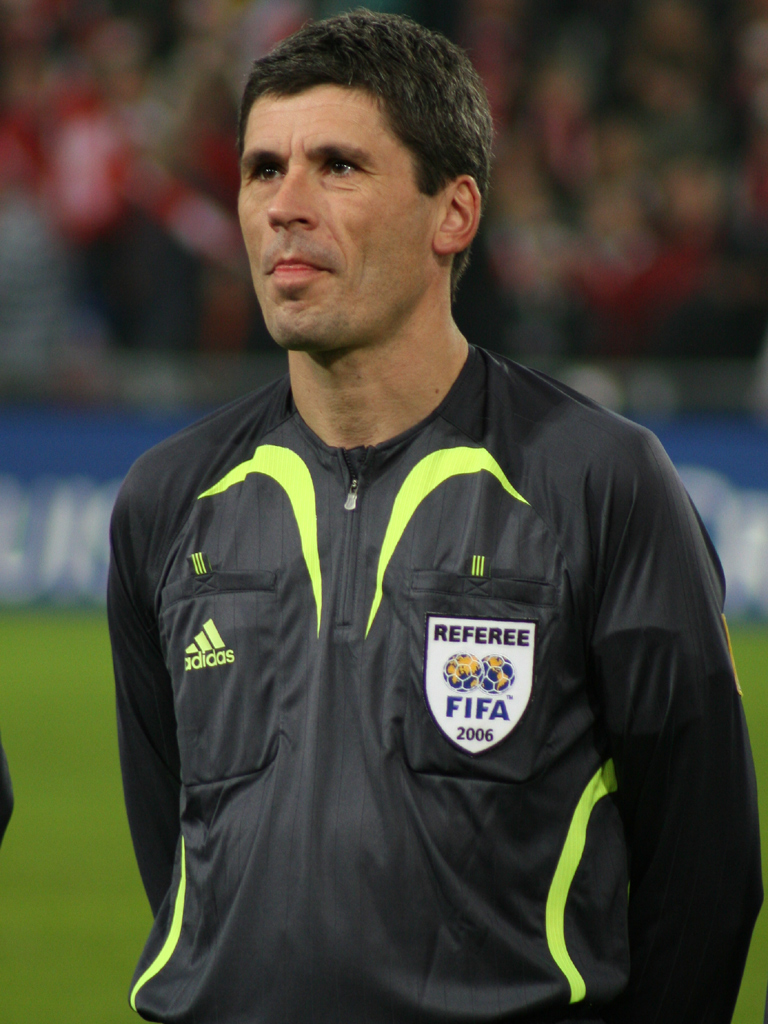
흑색 유니폼을 착용한 마르쿠스 메르크 주심

심판, 부심, 그리고 대기심은 선수들과 비슷한 형식의 유니폼을 착용한다. 1950년대까지 주심은 전용 유니폼보다 정장을 입는 것이 더 흔했다. 비록 축구 경기 규칙에 명시되어 있지 않으나, 양쪽 진영의 골키퍼들을 포함한 선수들과 대조되는 색상의 상의를 입는 것이 불문율로 여겨져 왔다. 심판진이 전통적으로 착용하는 유니폼 색상은 흑색이어서 "검은 옷의 남자"은 심판을 뜻하는 관용적 표현이나, 색상 충돌을 막기 위해 현대에 들어 다른 색상도 사용되는 빈도가 늘어났다. FIFA가 심판진에 흑색 외의 유니폼 착용을 허락한 사례는 1994년 FIFA 월드컵이었다. 1998년, 데이비드 엘러레이 프리미어리그 주심은 애스턴 빌라와 윔블던과의 경기 도중 흑색 상의를 백색 상의로 갈아입었는데, 이는 윔블던 선수가 착용한 남색과 색상이 비슷했기 때문이었다. 주심의 상의에도 협찬사의 로고가 부착되기도 하는데, 이 로고는 대체적으로 소매에 붙는다.

## 역사

### 20세기 이전
축구 관련 의류에 대한 기록은 1526년, 잉글랜드 헨리 8세 시절 의상부가 축구화를 언급한 데로 거슬러 올라간다. 양측 진영을 구분하기 위해 유색 복장의 착용한 기록은  초기 잉글랜드 공립 학교 축구 경기 기록에 나오며, 예를 들어 1840년 이전의 윈체스터 대학교 축구단에 "평민은 적색으로 대학생은 청색 옷을 착용했다"고 설명이 나오며, 이러한 색상들은 1858년 벨의 런던에서의 삶 기사에서도 확인할 수 있다. 가문 별 색상에 대한 기록은 1845년으로 거슬러 올라가 럭비(규칙 제21조)에 명시되어 있다: "가문을 대표하기 위해 출전하지 않는 한 어느 선수도 챙 있는 모자나 유니폼을 착용할 수 없다." 1848년, 럭비 규정에 "최근 몇 년 간 획기적인 발전이 이뤄졌는데, 경기 출전시... 벨벳 챙모자와 유니폼과 같은 특이한 복장을 사용."과 같이 명시되어 있다.
체계화된 축구는 1860년대 잉글랜드에서 처음 경기를 치렀는데, 다수의 선수단이 어느 옷이든지 입고 경기를 뛰었고, 몇몇 선수들은 피아를 식별할 목적으로 유색의 챙모자를 쓰거나 띠를 둘렀다. 이는 문제를 야기할 수 있기에, 1867년 경기 책자에는 양 선수단이 "전부터 조직화될 수 있는 경우, 한쪽은 단색의 줄무늬 옷을 입어야 하는데 한 쪽은 적색, 반대편은 청색이어야 한다. 이로써 혼란을 막고 동료로부터 공가지고 격렬히 싸우는 상태를 방지할 수 있다"고 저술되었다.

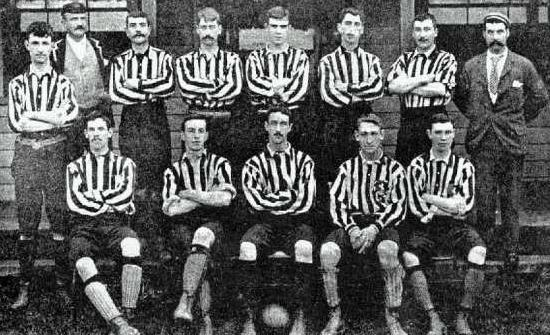
1894년, 당대 흔한 운동복인 무거운 상의, 긴 반바지, 그리고 발목을 덮는 축구화와 양말 밖에 두른 정강이 보호대를 착용한 뉴 브롬프턴 선수단.

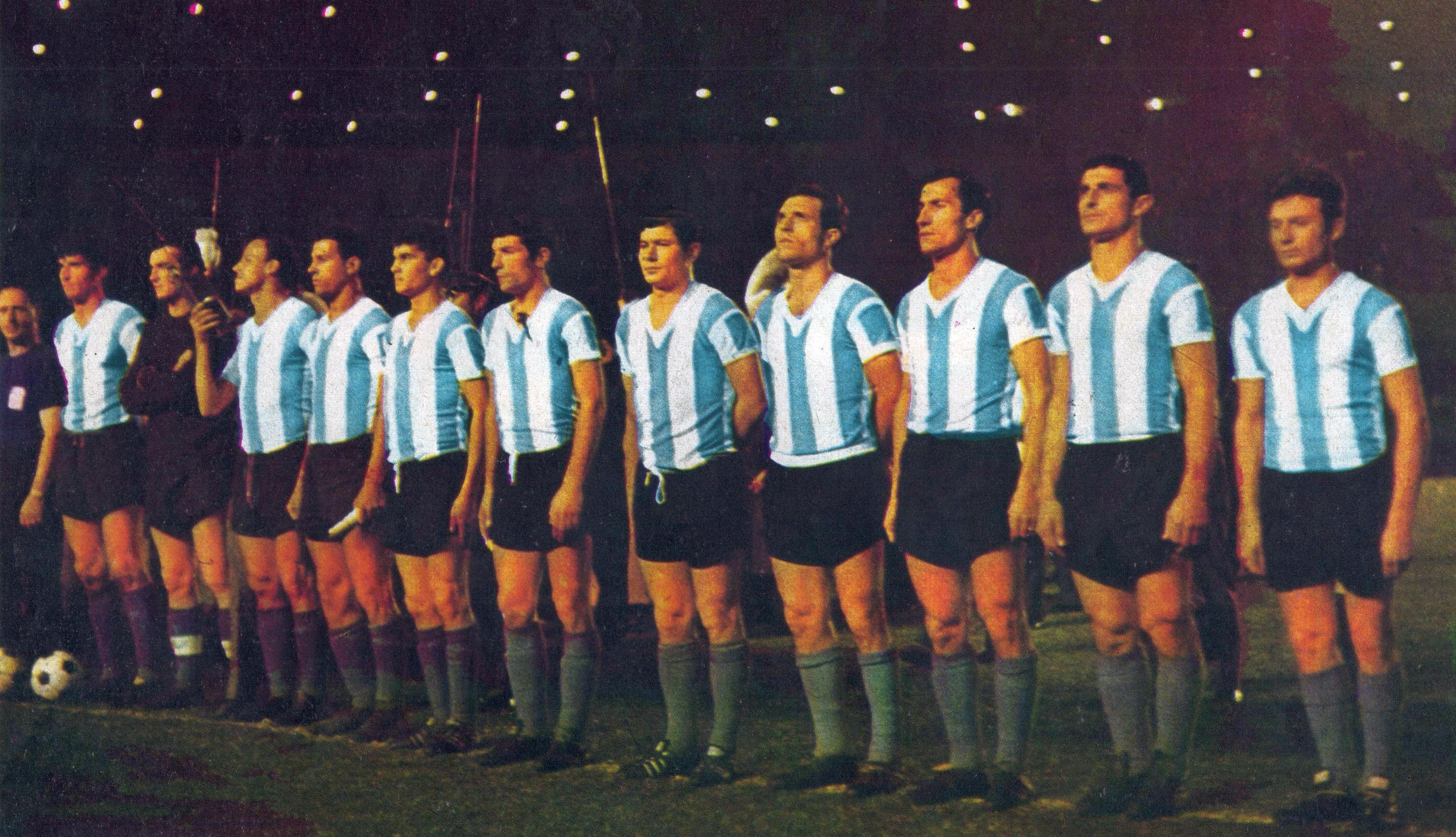
유니폼을 입고 있는 아르헨티나 팀. 1964년.

최초의 표준 유니폼은 1870년대에 나타나기 시작했는데, 다수의 구단은 출신 학교 혹은 체육단과 연계되는 색상을 선호했다. 블랙번 로버스를 예로 들면, 반으로 나눈 유니폼을 축구의 선구 학교들 중 하나인 말베른 대학교 동문이 제작했다. 이들이 착용한 초창기 유니폼은 밝은 청색과 백색으로 케임브리지 대학교를 반영해 선정했는데, 이 학교는 구단 창단자 일부의 출신 학교이기도 했다. 색상과 형태는 경기마다 크게 변형되었는데, 볼턴 원더러스는 같은 해에 분홍 유니폼을 적색 점들이 찍힌 백색 유니폼으로 바꾸었다. 현대에 반바지를 입는 것과 대조되게, 당시 선수들은 긴바지 혹은 조깅 바지를 착용했고, 허리띠나 멜빵을 보조 도구로도 썼다. 당대 거성이었던 키네이어드 경은 항상 흰 긴바지를 착용한 것으로 회자되었다. 당시 각 선수들을 구분하기 위한 등번호는 없었고, 글래스고에서 벌어진 퀸스 파크와 원더러스와 간의 1875년 경기 안내 책자에는 선수를 챙모자나 양말 색상으로 구분했다. 최초의 정강이 보호대는 1874년, 노팅엄 포리스트의 샘 웰러 위도슨이 착용했는데, 그는 크리켓 채를 잘라 양말 바깥에 붙여입었다. 처음에 그의 복장을 우습게 봤지만, 시간이 지나면서 타 선수들의 관심을 샀다. 세기 말이 되면서 보호대의 크기는 작아져 양말 안에 착용하기 시작했다.
경기를 치르는 주요층이 부유한 아마추어에서 노동층으로 넘어가면서, 유니폼도 변했다. 선수 개개인이 아닌 구단 자체가 유니폼 구매와 재정 관리에 총대를 맸고, 수가 늘어나는 관중이 한눈으로 쉽게 알아볼 수 있게 할 필요가 있었고, 그에 따라 초창기의 알록달록한 색상을 사용하기 보다 원색의 조합을 더 사용하기 시작했다. 1890년, 풋볼 리그가 출범하고 2년이 지난 후, 둘 이상의 진영이 색상 충돌을 방지하기 위해 비슷한 색상의 유니폼을 등록할 수 없게 되었다. 이 규정은 한 명이 모든 선수단으로 하여금 다른 색상의 유니폼을 별도로 사용할 수 있게 하자고 주장하면서 폐기되었다. 처음에 색상 충돌이 발생할 경우 안방 선수단이 유니폼을 바꿔 입어야 했지만, 1921년, 규정이 바뀌어 원정 선수단이 다른 색상의 유니폼을 입게 되었다.
프로 무대가 출범하면서 특제 축구화가 나오기 시작했고, 축구화는 일상 신발이나 노동화를 대체하게 되었다. 선수들은 처음에 공이 발에 잘 감길 수 있도록 가죽쪼가리를 신발에 박음질했는데, 이에 잉글랜드 축구 협회는 1863년에 신발에 박음질을 못하게 규칙을 제정했다. 1880년대가 되어 이 부착물은 징으로 변해갔다. 당대 축구화는 무거운 가죽, 단단한 신발혀, 그리고 선수 발목까지 올라오는 구조로 되어 있었다.

## 같이 보기
- 축구의 역사
- 어웨이 유니폼
- 서드 유니폼
- 레트로 유니폼